# Roberta Alaimo
Pour les articles homonymes, voir Alaimo.
Roberta Alaimo, née le 1er avril 1979 à Corleone, est une femme politique italienne.

## Biographie
Roberta Alaimo naît le 1er avril 1979 à Corleone.
Membre du Mouvement cinq étoiles (M5S), elle est élue députée lors des élections générales de 2018.
Le 21 juin 2022, elle quitte le M5S pour rejoindre le groupe Ensemble pour le futur dirigé par Luigi Di Maio. Candidate à un nouveau mandat lors des élections générales anticipées du 25 septembre 2022, elle n'est pas réélue.